# Casa Miquel (Alins)
La Casa Miquel és una obra d'Alins (Pallars Sobirà) inclosa a l'Inventari del Patrimoni Arquitectònic de Catalunya.

## Descripció
Casa integrada per planta baixa i tres pisos alts, el darrer de mansarda, construïda en fort pendent. La planta baixa és destinada al bestiar. L'entrada a l'habitatge es fa pel primer pis mitjançant una escala. Les parets del pis inferior i dels laterals són de pedra pissarrosa sense desbastar; la façana principal situada en la paret mestre perpendicular al cavall que suporta la coberta de llicorella a dues vessants, forma a partir del primer pis un cos lleugerament més sortit, sostingut amb puntals i tornapuntes de fusta. El seu parament és de cabirons vistos i petit aparell pissarrós lligat amb morter. Al primer pis s'obre al centre una finestra balconera flanquejada per dues finestres, al segon i tercer pis s'obren respectivament dues finestres. En el mur lateral est, damunt la porta d'entrada, hi ha un balcó.